# (12460) Mando
(12460) Mando (1997 AF5) – planetoida z pasa głównego asteroid okrążająca Słońce w ciągu 3,45 lat w średniej odległości 2,28 j.a. Odkryta 3 stycznia 1997 roku.